# Силуан Афонский

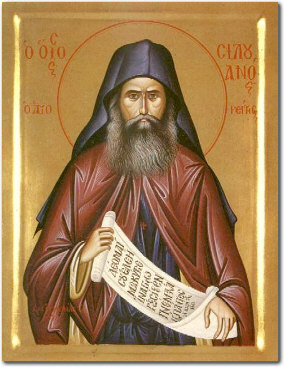
Икона св. Силуана

Силуа́н Афо́нский (в миру Семён Иванович Анто́нов; 1866, село Шовское, Тамбовская губерния — 11 [24] сентября 1938, Афон, Греция) — монах Константинопольского патриархата русского происхождения, подвизался на Афоне. Почитается в Православной церкви как святой в лике преподобных, память совершается 11 сентября (по юлианскому календарю).

## Биография
Родился в селе Шовском Шовской волости Лебедянского уезда Тамбовской губернии в семье крестьян. Это село расположено недалеко от села Сезёново, где жил затворник Иоанн Сезёновский.
Отличался здоровьем и физической силой: голыми руками мог брать горячий чугунок со щами и перенести его с плиты на стол, за которым работала их артель. Ударом кулака мог перебить довольно толстую доску. Он поднимал большие тяжести и обладал большой выносливостью и в жару и в холод, он мог есть очень понемногу и много работать.
По жизнеописанию, составленному Архимандритом Софронием (Сахаровым), св. Силуан Афонский работал в юности столяром в артели своего брата.
Сердце Святого Преподобного Силуана Афонского "загорелось любовью к Богу" после свидетельства о чудесах, творимых на могиле Святого Преподобного Иоанна Сезёновского
В 19 лет решил поступить в Киево-Печерскую лавру, но отец настоял, чтобы он сначала поступил на военную службу, которую он проходил в Санкт-Петербурге в сапёрном батальоне.
Осенью 1892 года приехал на Афон, где поступил в русский Пантелеимонов монастырь.
Св. Силуан Афонский был физически крепок и все ночи проводил в молитве. По сообщению археологов, жителей и паломников святой горы Афон, Св. Силуан любил уединяться для молитвы на продолговатом придорожном камне, который с тех пор прозвали  "Скамья Святого Силуана". Этот камень лежит на обочине горной тропы по сей день.
Первым «послушанием» Св. Силуана Афонского была работа на мельнице.
В 1896 году был пострижен в мантию. Послушания проходил на мельнице, на Каламарейском метохе (владение монастыря вне Афона), в старом Нагорном Руссике.
В 1911 году по пострижении в схиму с именем Силуан нёс послушание монастырского эконома.
Тогда же он написал записки, опубликованные в 1952 году архимандритом Софронием (Сахаровым). Многие монашествующие называют их «Новым Добротолюбием». Известный духовник архимандрит Рафаил (Карелин) говорит о возможной неточности в интерпретациях духовного опыта преподобного

Согласно житийной литературе, в самом начале своего послушничества Силуан стяжал умную сердечную молитву. Дальнейшая жизнь Силуана была посвящена борьбе хранения полученной благодати. Ученик и биограф Силуана Афонского архимандрит Софроний так описывает подвижника в более поздний период: «Искушения он встречал и переносил с великим мужеством. …Редкой силы воля — без упрямства; простота, свобода, бесстрашие и мужество — с кротостью и мягкостью; смирение и послушание — без униженности и человекоугодия — это был подлинно человек, образ и подобие БОГА».
Скончался 11 (24) сентября 1938 года.

## Почитание и прославление

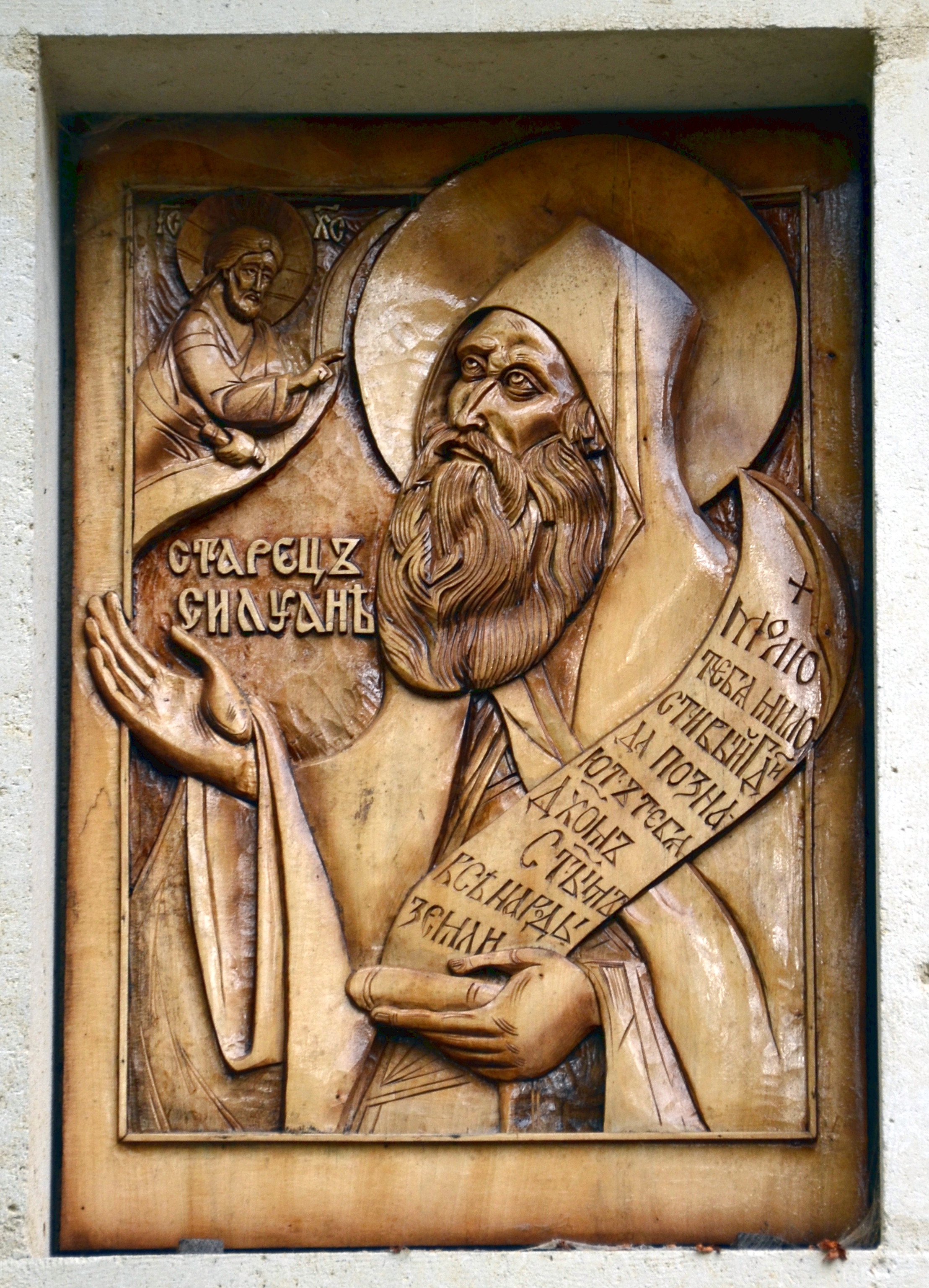
Икона с текстом молитвы за мир в Силуановском монастыре во Франции

Архимандрит Софроний (Сахаров) составил книгу «Старец Силуан», которая во многом способствовала канонизации. По воспоминаниям схиархимандрита Серафима (Томина),

Череп старца Силуана, как и все черепа, лежал в усыпальнице, и никто не обращал на него внимания... [Между тем] книга о старце Силуане о. Софрония за рубежом быстро распространилась. На Афон стали чаще приезжать зарубежные паломники. Приезжают и ищут: «Где глава старца Силуана?»... Никто не спрашивал: «Где глава Пантелеимона и мощи его?», а все приезжие, прочитав книгу о старце, спрашивали о его главе. В это время в монастыре... был игумен Иустин из старых дореволюционных монахов, строжайший, как и все, подвижник афонский. Когда он услышал о таком почитании старца Силуана среди паломников, приказал уничтожить эту голову, чтобы не было предпочтения. Два монаха взяли голову старца Силуана и повезли, но не утопили, как благословил игумен, а спрятали в сундучке у себя в келье. <...> Игумен Иустин умирает, ставят игуменом о. Илиана, старейшего монаха, дореволюционного пострижения, прожившего на Афоне лет шестьдесят, высокой духовной жизни старца. <...> При нём глава старца Силуана опять вышла наружу. Когда он узнал об этом, приказал немедленно вырыть глубокую яму и закопать главу, заровнять место, чтобы никто её не нашел. Монахи, которых игумен послал закапывать главу, опять спрятали её. И прятали много лет, пока управлял монастырем Илиан... Умирает старец Илиан, игуменом становится о. Гавриил (Легач), проживший на Афоне лет шестьдесят, закарпатец. Опять обнаружили главу старца Силуана. <...> И от него главу спрятали в Покровском соборе, в левом приделе... <...> Игуменом стал о. Авель (Македонов)... Он сам прятал главу и от игумена Гавриила, давал приезжим целовать её. И когда мы девять человек приехали в 1976 году на Афон, он нас встретил... и показал хранимую святыню.

Книга получила различные оценки
26 ноября 1987 года решением Священного синода Константинопольского патриархата была совершена канонизация Силуана Афонского.
Имя преподобного Силуана Афонского было внесено в месяцеслов Московского патриархата за 1992 год по благословению патриарха Алексия II.
В 2016 году, к 150-летию со дня рождения преподобного Силуана в его родном селе Шовском было решено поставить ему памятник, а также была начата реконструкция дома, где он провёл детство.
В Мюнхене находится одна из немногих посвящённых ему часовен, которая принадлежит Румынской православной церкви.
Эстонский композитор Арво Пярт написал в 1991 году произведение, посвящённое святому, под названием «Песнь Силуанова» .
Католический монах Томас Мертон назвал его «самым аутентичным монахом XX века».